# VetGate
Als VetGate wird beim Distanzreiten eine Tierarztkontrolle mit anschließender Zwangspause, die nicht zur Reitzeit zählt, bezeichnet.
Der Reiter muss sein Pferd innerhalb von 20 Minuten nach der Ankunft (Arrival-Time) dem Tierarzt vorstellen.
Bei der Tierarztkontrolle ist wichtig, dass die Herzfrequenz des Pferdes unter einem Grenzwert von 64 Schlägen pro Minute liegt.
Ein gut trainiertes Pferd erreicht diesen Wert innerhalb weniger Minuten, während bei einem überforderten Pferd der Herzschlag nicht innerhalb der vorgegebenen Zeit unter den Grenzwert sinkt, was zur Disqualifikation führt.
Da die Pausenzeit, die von der Gesamtzeit abgezogen wird, erst beginnt, wenn der Tierarzt einen Pulswert von oder unter 64 bestätigt (In-Time), sind gut trainierte und nicht überforderte Pferde klar im Vorteil.
Nach dem Pulsmessen kontrolliert der Tierarzt Gesamteindruck, Stoffwechsel und Gangwerk des Pferdes. Treten hier Unregelmäßigkeiten auf, wird das Pferd aus der Wertung genommen.
Reiter und Pferd müssen ab der In-Time mindestens eine vorgeschriebene Zwangspause einhalten. Ist diese Zeit um (Out-Time), darf das Paar wieder auf die Strecke.

## Rechenbeispiele

### Optimal
- Ankunftszeit (Arrival-Time) 10:32 h ⇒ bis 10.52 zum Tierarzt gehen!
- das Pferd ist fit, der Puls sinkt schnell
- Ein-Zeit (In-Time) 10:36 h ⇒ 30 min Pause
- der Tierarzt kontrolliert Pulswerte usw., alles in Ordnung
- Aus-Zeit (Out-Time) 11:06 frühestens jetzt darf das Paar weiter.

### Was passiert, wenn...
- der Reiter später als 20 Min. nach Ankunft sein Pferd dem Tierarzt vorstellt?
  - Disqualifikation
- der Tierarzt einen Pulswert über 64 misst?
  - der Reiter darf etwas warten, bis er sein Pferd erneut dem Tierarzt vorstellt, die Zeit bis dahin zählt als Reitzeit
  - der Reiter hat gegebenenfalls nur eine zweite Chance, das Pferd mit Puls 64 vorzustellen, d. h. überschreitet sein Pferd auch bei der 2. Messung Puls 64, muss er bis zum Ablauf der vollen 20 Min. warten
- das Paar nicht pünktlich zur Aus-Zeit (Out-Time) die Pause verlässt?
  - Der Reiter darf jederzeit die Pause ausdehnen, wenn er innerhalb der Höchstzeit bleibt, das hat also keine Konsequenzen

## Entstehung des VetGates
Das VetGate ist die modernere, zuerst in den USA in Gebrauch gekommene Form der Pause auf Distanzritten und ist seit den 1990er Jahren auch zunehmend in Europa gebräuchlich, für einige Arten von Wettbewerben sogar vorgeschrieben. Ziel des VetGates ist es die starken von den schwachen Pferden einer gleichzeitig in die Kontrolle einlaufenden Gruppe zu trennen, da letztere üblicherweise länger brauchen, um den Grenzwert 64 zu erreichen, sowie um die effektive, der Erholung des Pferdes zugute kommende Pausenzeit zu verlängern. Vor der Erfindung des VetGates kam es nicht selten vor, dass Pferde mit hohen Pulswerten, z. B. um die 100, in die Pause geritten wurden, dann durch Betreuer oder Reiter mit einigen Mühen gerade eben innerhalb von 20 Minuten auf Puls 64 heruntergekühlt wurden und nach weiteren 10 Minuten den Stop bereits wieder verlassen durften. Das wird durch ein VetGate mit 30-minütiger Pause wirkungsvoll unterbunden. Außerdem erzieht es den Reiter zur besseren Einschätzung seines Pferdes, da er selbst (in den o. g. Grenzen) den Zeitpunkt bestimmt, wann er sein Pferd vorstellt.

## VetGates ohne Pause
In etwas unsauberer Verwendung des Begriffs werden auch manchmal Pulskontrollen auf der Strecke ohne Pause, bei denen das Pferd nur weitergehen darf, wenn der Grenzwert 64 erreicht oder unterschritten ist, als VetGates bezeichnet. Die offizielle Bezeichnung für VetGates ohne Pause lautet "VetCheck". 
Im Falle unangekündigter Pulskontrollen ohne Pause (für die üblicherweise der Grenzwert 72 gilt, wenn durch die Ausschreibung nichts anderes vorgesehen ist) ist auch der Begriff Radarfalle gängig, da man hier seitens der Rittleitung wie in den gleichnamigen Verkehrskontrollen "Temposünder" heraussieben will. Jedoch wird ohne eine anschließende Pause der Nutzen einer solchen Kontrolle als gering eingestuft.